# Segunda División de Portugal 2023-24
La Segunda Liga 2023-24 fue la trigésima cuarta edición de la segunda máxima competición futbolística de Portugal.
Un total de 18 equipos participaron en la competición, incluyendo 14 equipos de la temporada anterior, 2 provenientes de la Primeira Liga 2022-23 y 2 provenientes de la Terceira Liga 2022-23.

## Relevos
Marítimo, Paços de Ferreira y Santa Clara descendieron a la Segunda Liga después de terminar en los puestos 16, 17 y 18 en la Primeira Liga
União de Leiria (ascendió tras once años de ausencia), Belenenses (ascendió tras diez años de ausencia) ascendieron de la Terceira Liga y Vilaverdense (ascendió por primera vez en la historia), en sustitución del Belenenses SAD  (descenso tras un año en la segunda división), Trofense (descenso tras dos años en la segunda división) y Covilhã (descendió después de quince años en el segundo nivel)
La licencia de la sociedad deportiva Belenenses se trasladó a Cova, como resultado de una fusión. El SAD Vilafranquense, por disputas con el club, trasladó su equipo al estadio del Desportivo das Aves. Sin embargo, no se trata de una fusión, ya que Aves no tendrá participación en el SAD ni en la conducción del equipo. El SAD de Vilafranquense cambiará su nombre para adaptarse a la nueva ubicación, y el club vilafranquense formará un nuevo equipo en las divisiones regionales de Lisboa
| Pos. | Ascendidos a Primeira Liga |
| ---- | -------------------------- |
| 1.º  | Moreirense                 |
| 2.º  | Farense                    |
| 3.º  | Estrela                    |

| Pos. | Descendidos a Terceira Liga |
| ---- | --------------------------- |
| 16.º | Belenenses SAD              |
| 17.º | Trofense                    |
| 18.º | Covilhã                     |

| Pos.     | Ascendidos de Terceira Liga |
| -------- | --------------------------- |
| 1.º (I)  | União de Leiria             |
| 1.º (II) | Belenenses                  |
| 2.º (II) | Vilaverdense                |

| Pos. | Descendidos de Primeira Liga |
| ---- | ---------------------------- |
| 16.º | Marítimo                     |
| 17.º | Paços de Ferreira            |
| 18.º | Santa Clara                  |

## Información
| Equipo             | Ciudad               | Entrenador        | Capitán            | Estadio                         | Capacidad | Proveedor   | Patrocinador    |
| ------------------ | -------------------- | ----------------- | ------------------ | ------------------------------- | --------- | ----------- | --------------- |
| Académico de Viseu | Viseo                | Jorge Costa       | Paná               | Estádio do Fontelo              | 7 744     | Joma        | Palácio do Gelo |
| Belenenses         | Santa Maria de Belém | Bruno Dias        | [[]]               | Estadio del Restelo             | 19 856    |             |                 |
| Benfica B          | Lisboa               | Nélson Veríssimo  | Felipe Cruz        | Benfica Campus                  | 2 720     | Adidas      | Emirates        |
| AVS                | Vila das Aves        | [[]]              | [[]]               | Estádio do CD Aves              | 5 441     |             |                 |
| Feirense           | Santa Maria da Feira | Rui Ferreira      | Washington         | Estádio Marcolino de Castro     | 5 401     | Kelme       |                 |
| Leixões            | Matosinhos           | Vítor Martins     | Fabinho            | Estádio do Mar                  | 9 766     | AM          | Matosinhos      |
| Mafra              | Mafra                | [[]]              | Guilherme Ferreira | Estádio Municipal de Mafra      | 1 257     | Lacatoni    | Placard         |
| Marítimo           | Funchal              | José Manuel Gomes | Edgar Costa        | Estadio dos Barreiros           | 10 932    | Puma        | Betano          |
| Nacional           | Funchal              | [[]]              | Rafael Vieira      | Estadio de Madeira              | 5 132     | Hummel      | Solverde        |
| Oliveirense        | Oliveira de Azeméis  | Fábio Pereira     | Filipe Alves       | Estádio Carlos Osório           | 1 750     | Kelme       | Onodera Group   |
| Paços de Ferreira  | Paços de Ferreira    | [[]]              | Vitorino Antunes   | Estadio da Mata Real            | 9 076     | Joma        | Solverde        |
| Penafiel           | Penafiel             | Hélder Cristóvão  | Roberto Rodrigo    | Estadio Municipal 25 de Abril   | 5 230     | Macron      | EDIRCOP         |
| Porto B            | Oporto               | António Folha     | Zé Pedro           | Estádio Municipal Jorge Sampaio | 8 272     | New Balance | AMCO            |
| Santa Clara        | Ponta Delgada        | [[]]              | Pierre Sagna       | Estadio de São Miguel           | 13 277    | Kelme       | Solverde        |
| Tondela            | Tondela              | Tozé Marreco      | Ricardo Alves      | Estadio João Cardoso            | 5 000     | CDT         | Cabriz          |
| Torreense          | Torres Vedras        | Pedro Moreira     | João Pereira       | Estádio Manuel Marques          | 12 000    | Kappa       | Agriloja        |
| União de Leiria    | Leiría               | [[]]              | [[]]               | Estadio Municipal de Leiria     | 23 888    |             |                 |
| Vilaverdense       | Vila Verde           | [[]]              | [[]]               | Campo Cruz do Reguengo          | 1 000     |             |                 |

### Cambios de entrenadores
| Equipo | Entrenador (Jornadas) | Fecha de vacante | Tipo de salida | Posición en la tabla | Entrenador entrante | Fecha de nombramiento |
| ------ | --------------------- | ---------------- | -------------- | -------------------- | ------------------- | --------------------- |

## Localización
| Región  | N.º | Equipos                                   |
| ------- | --- | ----------------------------------------- |
| Lisboa  | 5   | Belenenses, Benfica B, Mafra, Torreense y |
| Oporto  | 5   | AVS, Leixões, Paços, Penafiel y Porto B   |
| Aveiro  | 2   | Feirense y Oliveirense                    |
| Madeira | 2   | Marítimo y Nacional                       |
| Viseo   | 2   | Académico de Viseu y Tondela              |
| Azores  | 1   | Santa Clara                               |
| Braga   | 1   | Vilaverdense                              |
| Leiría  | 1   | União de Leiria                           |

## Desarrollo

### Clasificación
| Pos. | Equipo             | Pts. | PJ | G  | E  | P  | GF | GC | Dif. | Clasificación 2024-25           |
| ---- | ------------------ | ---- | -- | -- | -- | -- | -- | -- | ---- | ------------------------------- |
| 1    | Santa Clara (A, C) | 73   | 34 | 21 | 10 | 3  | 48 | 19 | +29  | Ascenso a la Primeira Liga      |
| 2    | Nacional (A)       | 71   | 34 | 21 | 8  | 5  | 66 | 35 | +31  | Ascenso a la Primeira Liga      |
| 3    | AVS (A)            | 64   | 34 | 20 | 4  | 10 | 50 | 34 | +16  | Play-offs para la Primeira Liga |
| 4    | Marítimo           | 64   | 34 | 18 | 10 | 6  | 52 | 29 | +23  |                                 |
| 5    | Paços de Ferreira  | 52   | 34 | 14 | 10 | 10 | 42 | 35 | +7   |                                 |
| 6    | Tondela            | 49   | 34 | 12 | 13 | 9  | 46 | 43 | +3   |                                 |
| 7    | Torreense          | 48   | 34 | 13 | 9  | 12 | 40 | 37 | +3   |                                 |
| 8    | Benfica B          | 45   | 34 | 12 | 9  | 13 | 48 | 48 | 0    |                                 |
| 9    | Mafra              | 44   | 34 | 11 | 11 | 12 | 40 | 42 | −2   |                                 |
| 10   | Porto B            | 44   | 34 | 12 | 8  | 14 | 51 | 51 | 0    |                                 |
| 11   | Académico de Viseu | 43   | 34 | 9  | 16 | 9  | 36 | 38 | −2   |                                 |
| 12   | União de Leiria    | 42   | 34 | 11 | 9  | 14 | 44 | 40 | +4   |                                 |
| 13   | Penafiel           | 39   | 34 | 11 | 6  | 17 | 31 | 39 | −8   |                                 |
| 14   | Leixões            | 37   | 34 | 7  | 16 | 11 | 29 | 38 | −9   |                                 |
| 15   | Oliveirense        | 34   | 34 | 8  | 10 | 16 | 37 | 54 | −17  |                                 |
| 16   | Feirense (O)       | 31   | 34 | 8  | 7  | 19 | 31 | 49 | −18  | Play-offs para la Terceira Liga |
| 17   | Vilaverdense (D)   | 27   | 34 | 8  | 4  | 22 | 30 | 59 | −29  | Descenso a la Terceira Liga     |
| 18   | Belenenses (D)     | 26   | 34 | 6  | 8  | 20 | 28 | 59 | −31  | Descenso a la Terceira Liga     |

Actualizado a los partidos jugados el 19 de mayo de 2024.
 Fuente: Segunda Liga
Criterios de clasificación: Puntos · Enfrentamientos directos · Diferencia de goles en enfrentamientos directos
Notas:
1. 1 2  Los equipos filiales no son elegibles para el ascenso.
2. ↑  El Vilaverdense figura con un punto menos por una sanción relacionada al incumplimiento de los compromisos salariales del club.[12]

### Evolución de la clasificación
| Equipo             | 01 | 02 | 03 | 04 | 05 | 06 | 07 | 08 | 09 | 10 | 11 | 12 | 13 | 14 | 15 | 16 | 17 | 18 | 19 | 20 | 21 | 22 | 23 | 24 | 25 | 26 | 27 | 28 | 29 | 30 | 31 | 32 | 33 | 34 |
| Equipo             |    |    |    |    |    |    |    |    |    |    |    |    |    |    |    |    |    |    |    |    |    |    |    |    |    |    |    |    |    |    |    |    |    |    |
| ------------------ | -- | -- | -- | -- | -- | -- | -- | -- | -- | -- | -- | -- | -- | -- | -- | -- | -- | -- | -- | -- | -- | -- | -- | -- | -- | -- | -- | -- | -- | -- | -- | -- | -- | -- |
| Santa Clara        | 3  | 4  | 2  | 1  | 3  | 2  | 3  | 3  | 3  | 3  | 2  | 2  | 1  | 1  | 2  | 2  | 1  | 1  | 1  | 1  | 1  | 1  | 1  | 1  | 1  | 1  | 1  | 1  | 1  | 1  | 1  | 1  | 1  | 1  |
| Nacional           | 14 | 18 | 12 | 8  | 6  | 4  | 2  | 2  | 2  | 2  | 1  | 1  | 3  | 3  | 3  | 3  | 2  | 3  | 3  | 3  | 3  | 3  | 3  | 3  | 3  | 3  | 3  | 3  | 3  | 2  | 2  | 2  | 2  | 2  |
| AVS                | 6  | 2  | 3  | 2  | 1  | 1  | 1  | 1  | 1  | 1  | 3  | 3  | 2  | 2  | 1  | 1  | 3  | 2  | 2  | 2  | 2  | 2  | 2  | 2  | 2  | 2  | 2  | 2  | 2  | 3  | 3  | 3  | 3  | 3  |
| Marítimo           | 5  | 9  | 4  | 4  | 2  | 3  | 4  | 4  | 4  | 4  | 5  | 6  | 4  | 4  | 4  | 4  | 4  | 4  | 4  | 4  | 4  | 4  | 4  | 4  | 4  | 4  | 4  | 4  | 4  | 4  | 4  | 4  | 4  | 4  |
| Paços de Ferreira  | 11 | 16 | 7  | 11 | 15 | 17 | 12 | 10 | 10 | 10 | 11 | 12 | 10 | 10 | 11 | 10 | 8  | 9  | 11 | 10 | 11 | 10 | 9  | 9  | 6  | 7  | 6  | 6  | 6  | 5  | 6  | 5  | 5  | 5  |
| Tondela            | 7  | 12 | 16 | 16 | 12 | 13 | 9  | 11 | 13 | 11 | 8  | 7  | 7  | 8  | 6  | 5  | 5  | 5  | 5  | 5  | 7  | 6  | 6  | 6  | 7  | 6  | 5  | 5  | 5  | 6  | 5  | 6  | 7  | 6  |
| Torreense          | 17 | 6  | 9  | 5  | 4  | 5  | 6  | 7  | 6  | 5  | 4  | 5  | 6  | 6  | 5  | 6  | 6  | 6  | 8  | 7  | 6  | 5  | 5  | 5  | 5  | 5  | 7  | 8  | 7  | 9  | 10 | 9  | 6  | 7  |
| Benfica B          | 4  | 10 | 13 | 14 | 16 | 11 | 14 | 14 | 11 | 14 | 12 | 15 | 14 | 14 | 13 | 12 | 9  | 7  | 9  | 11 | 10 | 11 | 10 | 10 | 10 | 9  | 10 | 11 | 11 | 12 | 12 | 12 | 12 | 8  |
| Mafra              | 13 | 7  | 10 | 6  | 9  | 7  | 5  | 5  | 9  | 8  | 7  | 8  | 8  | 5  | 8  | 7  | 7  | 10 | 6  | 8  | 8  | 8  | 8  | 8  | 9  | 10 | 9  | 10 | 9  | 8  | 8  | 7  | 8  | 9  |
| Porto B            | 10 | 13 | 6  | 9  | 11 | 8  | 8  | 6  | 5  | 6  | 6  | 4  | 5  | 7  | 7  | 9  | 11 | 11 | 10 | 9  | 9  | 9  | 12 | 11 | 11 | 11 | 11 | 7  | 8  | 7  | 7  | 8  | 9  | 10 |
| Académico de Viseu | 8  | 11 | 5  | 7  | 8  | 10 | 13 | 13 | 15 | 13 | 15 | 13 | 13 | 11 | 9  | 8  | 10 | 8  | 7  | 6  | 5  | 7  | 7  | 7  | 8  | 8  | 8  | 9  | 10 | 11 | 9  | 10 | 11 | 11 |
| União de Leiria    | 12 | 3  | 8  | 12 | 7  | 9  | 11 | 8  | 7  | 9  | 10 | 10 | 9  | 9  | 10 | 13 | 14 | 15 | 13 | 13 | 13 | 12 | 11 | 12 | 12 | 12 | 12 | 12 | 12 | 10 | 11 | 11 | 10 | 12 |
| Penafiel           | 1  | 5  | 11 | 13 | 10 | 15 | 16 | 15 | 16 | 15 | 16 | 16 | 17 | 15 | 15 | 14 | 15 | 13 | 12 | 12 | 12 | 13 | 13 | 13 | 13 | 13 | 14 | 13 | 13 | 13 | 13 | 13 | 13 | 13 |
| Leixões            | 18 | 17 | 18 | 17 | 13 | 16 | 17 | 16 | 12 | 16 | 14 | 14 | 15 | 16 | 16 | 15 | 16 | 16 | 16 | 16 | 16 | 16 | 15 | 15 | 14 | 14 | 13 | 14 | 14 | 14 | 14 | 15 | 15 | 14 |
| Oliveirense        | 2  | 1  | 1  | 3  | 5  | 6  | 7  | 9  | 8  | 7  | 9  | 9  | 11 | 12 | 14 | 16 | 13 | 14 | 15 | 14 | 14 | 15 | 16 | 16 | 16 | 16 | 16 | 15 | 15 | 15 | 15 | 14 | 14 | 15 |
| Feirense           | 16 | 8  | 14 | 15 | 17 | 12 | 10 | 12 | 14 | 12 | 13 | 11 | 12 | 13 | 12 | 11 | 12 | 12 | 14 | 15 | 15 | 14 | 14 | 14 | 15 | 15 | 15 | 16 | 16 | 16 | 16 | 16 | 16 | 16 |
| Vilaverdense       | 9  | 14 | 17 | 18 | 18 | 18 | 18 | 18 | 18 | 18 | 18 | 18 | 18 | 18 | 18 | 18 | 18 | 18 | 17 | 17 | 17 | 17 | 17 | 17 | 17 | 17 | 18 | 17 | 18 | 18 | 18 | 18 | 17 | 17 |
| Belenenses         | 15 | 15 | 15 | 10 | 14 | 14 | 15 | 17 | 17 | 17 | 17 | 17 | 16 | 17 | 17 | 17 | 17 | 17 | 18 | 18 | 18 | 18 | 18 | 18 | 18 | 18 | 17 | 18 | 17 | 17 | 17 | 17 | 18 | 18 |

## Resultados

### Primera vuelta
| Paços de Ferreira  | 0 – 0 | União de Leiria | Estadio da Mata Real            | 12 de agosto | 11:00 |
| Nacional           | 1 – 2 | Marítimo        | Estadio de Madeira              | 12 de agosto | 14:00 |
| AVS                | 1 – 0 | Belenenses      | Estadio do CD Aves              | 12 de agosto | 18:00 |
| Académico de Viseu | 1 – 1 | Vilaverdense    | Estadio do Fontelo              | 13 de agosto | 11:00 |
| Porto B            | 1 – 1 | Tondela         | Estadio Municipal Jorge Sampaio | 13 de agosto | 11:00 |
| Peñafiel           | 3 – 0 | Leixões         | Estadio Municipal 25 de Abril   | 13 de agosto | 14:00 |
| Benfica B          | 3 – 2 | Mafra           | Benfica Campus                  | 13 de agosto | 18:00 |
| Oliveirense        | 3 – 1 | Feirense        | Estadio Carlos Osorio           | 15 de agosto | 11:00 |
| Santa Clara        | 2 – 0 | Torreense       | Estadio de São Miguel           | 16 de agosto | 17:00 |

| Marítimo        | 0 – 1 | AVS                | Estadio dos Barreiros       | 18 de agosto | 18:00 |
| Mafra           | 2 – 1 | Paços de Ferreira  | Estádio Municipal de Mafra  | 19 de agosto | 11:00 |
| União de Leiria | 3 – 1 | Benfica B          | Estadio Municipal de Leiria | 19 de agosto | 14:00 |
| Tondela         | 2 – 2 | Académico de Viseu | Estadio João Cardoso        | 19 de agosto | 15:30 |
| Vilaverdense    | 1 – 2 | Oliveirense        | Campo Cruz do Reguengo      | 20 de agosto | 11:00 |
| Belenenses      | 1 – 1 | Porto B            | Estadio del Restelo         | 20 de agosto | 14:00 |
| Feirense        | 2 – 0 | Peñafiel           | Estadio Marcolino de Castro | 20 de agosto | 15:30 |
| Torreense       | 3 – 0 | Nacional           | Estadio Manuel Márquez      | 21 de agosto | 18:45 |
| Leixões         | 0 – 0 | Santa Clara        | Estadio do Mar              | 21 de agosto | 20:45 |

| Académico de Viseu | 2 – 0 | Feirense        | Estadio do Fontelo              | 26 de agosto | 11:00 |
| Paços de Ferreira  | 5 – 1 | Tondela         | Estadio da Mata Real            | 26 de agosto | 14:00 |
| Belenenses         | 1 – 1 | Mafra           | Estadio del Restelo             | 26 de agosto | 15:30 |
| Oliveirense        | 3 – 1 | Peñafiel        | Estadio Carlos Osorio           | 27 de agosto | 11:00 |
| Porto B            | 2 – 1 | União de Leiria | Estadio Municipal Jorge Sampaio | 27 de agosto | 11:00 |
| Santa Clara        | 2 – 0 | Vilaverdense    | Estadio de São Miguel           | 27 de agosto | 13:00 |
| Benfica B          | 0 – 1 | Marítimo        | Benfica Campus                  | 27 de agosto | 15:30 |
| AVS                | 0 – 0 | Torreense       | Estadio do CD Aves              | 27 de agosto | 18:00 |
| Nacional           | 3 – 1 | Leixões         | Estadio de Madeira              | 28 de agosto | 18:00 |

| Tondela         | 0 – 1 | Belenenses         | Estadio João Cardoso          | 1 de septiembre | 18:00 |
| Mafra           | 2 – 1 | Porto B            | Estadio Municipal de Mafra    | 2 de septiembre | 11:00 |
| Feirense        | 0 – 2 | Santa Clara        | Estadio Marcolino de Castro   | 2 de septiembre | 14:00 |
| Peñafiel        | 0 – 0 | Académico de Viseu | Estadio Municipal 25 de Abril | 2 de septiembre | 15:30 |
| União de Leiria | 1 – 2 | AVS                | Estadio Municipal de Leiria   | 2 de septiembre | 15:30 |
| Marítimo        | 2 – 0 | Paços de Ferreira  | Estadio dos Barreiros         | 2 de septiembre | 18:00 |
| Torreense       | 3 – 1 | Oliveirense        | Estadio Manuel Márquez        | 3 de septiembre | 11:00 |
| Leixões         | 1 – 1 | Benfica B          | Estadio do Mar                | 3 de septiembre | 14:00 |
| Vilaverdense    | 1 – 2 | Nacional           | Campo Cruz do Reguengo        | 3 de septiembre | 15:30 |

| Paços de Ferreira | 1 – 2 | Leixões            | Estadio da Mata Real            | 15 de septiembre | 20:15 |
| AVS               | 2 – 0 | Vilaverdense       | Estadio do CD Aves              | 16 de septiembre | 11:00 |
| Porto B           | 0 – 2 | Marítimo           | Estadio Municipal Jorge Sampaio | 16 de septiembre | 11:00 |
| Nacional          | 1 – 0 | Feirense           | Estadio de Madeira              | 16 de septiembre | 14:00 |
| Santa Clara       | 0 – 0 | Peñafiel           | Estadio de São Miguel           | 16 de septiembre | 14:30 |
| Tondela           | 2 – 1 | Mafra              | Estadio João Cardoso            | 16 de septiembre | 18:00 |
| Oliveirense       | 2 – 2 | Académico de Viseu | Estadio Carlos Osorio           | 17 de septiembre | 11:00 |
| Belenenses        | 0 – 5 | União de Leiria    | Estadio del Restelo             | 17 de septiembre | 14:00 |
| Benfica B         | 0 – 2 | Torreense          | Benfica Campus                  | 17 de septiembre | 18:00 |

| Vilaverdense       | 1 – 4 | Benfica B         | Campo Cruz do Reguengo        | 29 de septiembre | 18:00 |
| Oliveirense        | 1 – 1 | Santa Clara       | Estadio Carlos Osorio         | 30 de septiembre | 11:00 |
| Marítimo           | 1 – 2 | Mafra             | Estadio dos Barreiros         | 30 de septiembre | 14:00 |
| Académico de Viseu | 1 – 2 | AVS               | Estadio do Fontelo            | 1 de octubre     | 11:00 |
| Leixões            | 1 – 3 | Porto B           | Estadio do Mar                | 1 de octubre     | 14:00 |
| Feirense           | 1 – 0 | Paços de Ferreira | Estadio Marcolino de Castro   | 1 de octubre     | 18:00 |
| União de Leiria    | 2 – 2 | Tondela           | Estadio Municipal de Leiria   | 1 de octubre     | 20:30 |
| Peñafiel           | 1 – 4 | Nacional          | Estadio Municipal 25 de Abril | 2 de octubre     | 18:00 |
| Torreense          | 2 – 2 | Belenenses        | Estadio Manuel Márquez        | 2 de octubre     | 20:15 |

| Santa Clara       | 2 – 0 | Académico de Viseu | Estadio de São Miguel   | 6 de octubre | 17:00 |
| Nacional          | 5 – 0 | Oliveirense        | Estadio de Madeira      | 7 de octubre | 11:00 |
| Tondela           | 4 – 2 | Leixões            | Estadio João Cardoso    | 7 de octubre | 14:00 |
| Paços de Ferreira | 2 – 0 | Vilaverdense       | Estadio da Mata Real    | 7 de octubre | 18:00 |
| Mafra             | 3 – 0 | União de Leiria    | Municipal de Mafra      | 8 de octubre | 11:00 |
| Porto B           | 2 – 2 | Torreense          | Municipal Jorge Sampaio | 8 de octubre | 11:00 |
| Belenenses        | 1 – 2 | Marítimo           | Estadio del Restelo     | 8 de octubre | 14:00 |
| Benfica B         | 2 – 3 | Feirense           | Benfica Campus          | 8 de octubre | 18:00 |
| AVS               | 1 – 0 | Peñafiel           | Estádio do CD Aves      | 9 de octubre | 20:15 |

| Peñafiel           | 1 – 0 | Mafra             | Estadio Municipal 25 de Abril | 27 de octubre | 18:00 |
| Torreense          | 1 – 2 | Paços de Ferreira | Estádio Manuel Marques        | 28 de octubre | 11:00 |
| Leixões            | 1 – 0 | Belenenses        | Estádio do Mar                | 28 de octubre | 14:00 |
| Marítimo           | 2 – 2 | Tondela           | Estadio dos Barreiros         | 28 de octubre | 15:30 |
| Académico de Viseu | 1 – 1 | Nacional          | Estádio do Fontelo            | 29 de octubre | 11:00 |
| Feirense           | 1 – 2 | AVS               | Estádio Marcolino de Castro   | 29 de octubre | 14:00 |
| Santa Clara        | 1 – 1 | Benfica B         | Estadio de São Miguel         | 29 de octubre | 14:30 |
| Oliveirense        | 1 – 4 | União de Leiria   | Estádio Carlos Osório         | 29 de octubre | 18:00 |
| Vilaverdense       | 0 – 5 | Porto B           | Campo Cruz do Reguengo        | 30 de octubre | 18:00 |

| Mafra             | 0 – 1 | Leixões            | Estadio Municipal de Mafra      | 4 de noviembre | 11:00 |
| Porto B           | 2 – 0 | Feirense           | Estádio Municipal Jorge Sampaio | 4 de noviembre | 11:00 |
| Belenenses        | 0 – 2 | Vilaverdense       | Estadio del Restelo             | 4 de noviembre | 15:30 |
| Benfica B         | 1 – 0 | Peñafiel           | Benfica Campus                  | 4 de noviembre | 18:00 |
| Nacional          | 1 – 1 | Santa Clara        | Estadio de Madeira              | 4 de noviembre | 18:00 |
| AVS               | 0 – 1 | Oliveirense        | Estádio do CD Aves              | 5 de noviembre | 11:00 |
| União de Leiria   | 4 – 3 | Marítimo           | Estadio Municipal de Leiria     | 5 de noviembre | 14:00 |
| Tondela           | 1 – 2 | Torreense          | Estadio João Cardoso            | 5 de noviembre | 18:00 |
| Paços de Ferreira | 1 – 0 | Académico de Viseu | Estadio da Mata Real            | 6 de noviembre | 18:00 |

| Feirense           | 1 – 0 | Belenenses        | Estádio Marcolino de Castro   | 10 de noviembre | 18:00 |
| Nacional           | 2 – 0 | União de Leiria   | Estadio de Madeira            | 11 de noviembre | 11:00 |
| Peñafiel           | 3 – 2 | Porto B           | Estadio Municipal 25 de Abril | 11 de noviembre | 14:00 |
| Santa Clara        | 2 – 1 | AVS               | Estadio de São Miguel         | 11 de noviembre | 14:30 |
| Oliveirense        | 0 – 0 | Paços de Ferreira | Estádio Carlos Osório         | 11 de noviembre | 18:00 |
| Torreense          | 0 – 0 | Mafra             | Estádio Manuel Marques        | 12 de noviembre | 11:00 |
| Vilaverdense       | 1 – 2 | Tondela           | Campo Cruz do Reguengo        | 12 de noviembre | 14:00 |
| Leixões            | 0 – 1 | Marítimo          | Estádio do Mar                | 12 de noviembre | 15:30 |
| Académico de Viseu | 1 – 0 | Benfica B         | Estádio do Fontelo            | 12 de noviembre | 18:00 |

| Mafra             | 1 – 0 | Vilaverdense       | Estádio Municipal de Mafra      | 18 de noviembre | 11:00 |
| Paços de Ferreira | 0 – 2 | Santa Clara        | Estadio da Mata Real            | 18 de noviembre | 14:00 |
| Tondela           | 2 – 0 | Feirense           | Estadio João Cardoso            | 18 de noviembre | 15:30 |
| União de Leiria   | 0 – 0 | Leixões            | Estadio Municipal de Leiria     | 18 de noviembre | 18:00 |
| AVS               | 0 – 1 | Nacional           | Estádio do CD Aves              | 19 de noviembre | 11:00 |
| Belenenses        | 2 – 0 | Peñafiel           | Estadio del Restelo             | 19 de noviembre | 14:00 |
| Marítimo          | 1 – 2 | Torreense          | Estadio dos Barreiros           | 19 de noviembre | 15:30 |
| Porto B           | 3 – 0 | Académico de Viseu | Estádio Municipal Jorge Sampaio | 25 de noviembre | 11:00 |
| Benfica B         | 1 – 1 | Oliveirense        | Benfica Campus                  | 25 de noviembre | 18:00 |

| Vilaverdense       | 1 – 0 | União de Leiria   | Campo Cruz do Reguengo | 1 de diciembre | 15:30 |
| Académico de Viseu | 3 – 1 | Belenenses        | Do Fontelo             | 1 de diciembre | 18:00 |
| Oliveirense        | 1 – 3 | Porto B           | Carlos Osorio          | 2 de diciembre | 11:00 |
| Nacional           | 2 – 1 | Paços de Ferreira | De Madeira             | 2 de diciembre | 14:00 |
| AVS                | 1 – 0 | Benfica B         | Do CD Aves             | 2 de diciembre | 20:30 |
| Torreense          | 0 – 0 | Leixões           | Manuel Marques         | 3 de diciembre | 11:00 |
| Peñafiel           | 0 – 2 | Tondela           | 25 de abril            | 3 de diciembre | 14:00 |
| Santa Clara        | 2 – 1 | Marítimo          | De São Miguel          | 3 de diciembre | 14:30 |
| Feirense           | 3 – 2 | Mafra             | Marcolino de Castro    | 4 de diciembre | 18:00 |

| União de Leiria   | 1 – 0 | Torreense          | Municipal de Leiria | 8 de diciembre  | 20:30 |
| Paços de Ferreira | 2 – 1 | Peñafiel           | Da Mata Real        | 9 de diciembre  | 11:00 |
| Porto B           | 2 – 3 | AVS                | Jorge Sampaio       | 9 de diciembre  | 11:00 |
| Tondela           | 2 – 3 | Santa Clara        | João Cardoso        | 9 de diciembre  | 14:00 |
| Leixões           | 0 – 0 | Feirense           | Do Mar              | 9 de diciembre  | 15:30 |
| Benfica B         | 2 – 1 | Nacional           | Benfica Campus      | 9 de diciembre  | 18:00 |
| Mafra             | 1 – 1 | Académico de Viseu | Municipal de Mafra  | 10 de diciembre | 11:00 |
| Belenenses        | 1 – 0 | Oliveirense        | Del Restelo         | 10 de diciembre | 14:00 |
| Marítimo          | 4 – 0 | Vilaverdense       | Dos Barreiros       | 10 de diciembre | 15:30 |

| Académico de Viseu | 0 – 0 | Torreense         | Do Fontelo             | 16 de diciembre | 11:00 |
| Peñafiel           | 1 – 0 | União de Leiria   | Municipal 25 de Abril  | 16 de diciembre | 14:00 |
| Nacional           | 5 – 0 | Belenenses        | De Madeira             | 16 de diciembre | 15:30 |
| AVS                | 2 – 0 | Paços de Ferreira | Do CD Aves             | 16 de diciembre | 18:00 |
| Santa Clara        | 2 – 1 | Porto B           | De São Miguel          | 17 de diciembre | 11:00 |
| Vilaverdense       | 1 – 0 | Leixões           | Campo Cruz do Reguengo | 17 de diciembre | 11:00 |
| Feirense           | 0 – 1 | Marítimo          | Marcolino Castro       | 17 de diciembre | 14:00 |
| Benfica B          | 1 – 1 | Tondela           | Benfica Campus         | 17 de diciembre | 15:30 |
| Oliveirense        | 1 – 3 | Mafra             | Carlos Osorio          | 17 de diciembre | 18:00 |

| Torreense         | 3 – 1 | Vilaverdense       | Manuel Marques          | 21 de diciembre | 18:00 |
| Belenenses        | 0 – 0 | Santa Clara        | Del Restelo             | 22 de diciembre | 20:45 |
| Marítimo          | 0 – 0 | Penafiel           | Dos Barreiros           | 23 de diciembre | 12:45 |
| Leixões           | 1 – 2 | Académico de Viseu | Do Mar                  | 30 de diciembre | 11:00 |
| Porto B           | 2 – 3 | Nacional           | Municipal Jorge Sampaio | 30 de diciembre | 11:00 |
| Tondela           | 1 – 0 | Oliveirense        | João Cardoso            | 30 de diciembre | 11:00 |
| Paços de Ferreira | 2 – 2 | Benfica B          | Da Mata Real            | 30 de diciembre | 14:00 |
| União de Leiria   | 1 – 1 | Feirense           | Municipal de Leiria     | 30 de diciembre | 18:00 |
| Mafra             | 0 – 2 | AVS                | Municipal de Mafra      | 31 de diciembre | 11:00 |

| Oliveirense        | 1 – 1 | Marítimo        | Estádio Carlos Osório         | 6 de enero | 11:00 |
| Penafiel           | 2 – 1 | Vilaverdense    | Estadio Municipal 25 de Abril | 6 de enero | 14:00 |
| Benfica B          | 2 – 1 | Belenenses      | Benfica Campus                | 6 de enero | 15:30 |
| Santa Clara        | 0 – 1 | Mafra           | Estadio de São Miguel         | 6 de enero | 15:30 |
| Académico de Viseu | 1 – 0 | União de Leiria | Estádio do Fontelo            | 6 de enero | 18:00 |
| Nacional           | 1 – 1 | Tondela         | Estadio de Madeira            | 6 de enero | 18:00 |
| AVS                | 1 – 3 | Leixões         | Estádio do CD Aves            | 7 de enero | 11:00 |
| Paços de Ferreira  | 3 – 0 | Porto B         | Estadio da Mata Real          | 7 de enero | 14:00 |
| Feirense           | 3 – 1 | Torreense       | Estádio Marcolino de Castro   | 7 de enero | 15:30 |

| Leixões         | 0 – 2 | Oliveirense        | Estádio do Mar                  | 12 de enero | 18:00 |
| Belenenses      | 0 – 1 | Paços de Ferreira  | Estadio del Restelo             | 13 de enero | 14:00 |
| Vilaverdense    | 2 – 1 | Feirense           | Campo Cruz do Reguengo          | 14 de enero | 11:00 |
| Tondela         | 3 – 2 | AVS                | Estadio João Cardoso            | 14 de enero | 14:00 |
| Porto B         | 0 – 3 | Benfica B          | Estádio Municipal Jorge Sampaio | 14 de enero | 15:30 |
| Marítimo        | 1 – 1 | Académico de Viseu | Estadio dos Barreiros           | 14 de enero | 15:30 |
| União de Leiria | 0 – 1 | Santa Clara        | Estadio Municipal de Leiria     | 14 de enero | 18:00 |
| Mafra           | 0 – 0 | Nacional           | Estádio Municipal de Mafra      | 15 de enero | 18:45 |
| Torreense       | 1 – 0 | Penafiel           | Estádio Manuel Marques          | 15 de enero | 20:45 |

### Segunda vuelta
| União de Leiria | 1 – 1 | Paços de Ferreira  | Estadio Municipal de Leiria | 22 de diciembre | 18:45 |
| Vilaverdense    | 0 – 2 | Académico de Viseu | Campo Cruz do Reguengo      | 19 de enero     | 18:00 |
| Mafra           | 1 – 2 | Benfica B          | Estádio Municipal de Mafra  | 20 de enero     | 11:00 |
| Belenenses      | 1 – 3 | AVS                | Estadio del Restelo         | 20 de enero     | 14:00 |
| Feirense        | 0 – 0 | Oliveirense        | Estádio Marcolino de Castro | 20 de enero     | 15:30 |
| Tondela         | 0 – 0 | Porto B            | Estadio João Cardoso        | 21 de enero     | 11:00 |
| Leixões         | 0 – 1 | Penafiel           | Estádio do Mar              | 21 de enero     | 14:00 |
| Torreense       | 1 – 2 | Santa Clara        | Estádio Manuel Marques      | 21 de enero     | 15:30 |
| Marítimo        | 3 – 1 | Nacional           | Estadio dos Barreiros       | 21 de enero     | 18:00 |

| AVS                | 3 – 2 | Marítimo        | Estádio do CD Aves              | 28 de enero | 11:00 |
| Paços de Ferreira  | 0 – 1 | Mafra           | Estadio da Mata Real            | 28 de enero | 12:45 |
| Santa Clara        | 2 – 0 | Leixões         | Estadio de São Miguel           | 28 de enero | 14:00 |
| Nacional           | 2 – 1 | Torreense       | Estadio de Madeira              | 28 de enero | 15:30 |
| Porto B            | 3 – 0 | Belenenses      | Estádio Municipal Jorge Sampaio | 28 de enero | 15:30 |
| Oliveirense        | 0 – 1 | Vilaverdense    | Estádio Carlos Osório           | 28 de enero | 18:00 |
| Benfica B          | 0 – 1 | União de Leiria | Benfica Campus                  | 29 de enero | 16:00 |
| Penafiel           | 2 – 1 | Feirense        | Estadio Municipal 25 de Abril   | 29 de enero | 18:00 |
| Académico de Viseu | 1 – 1 | Tondela         | Estádio do Fontelo              | 30 de enero | 20:15 |

| Vilaverdense    | 1 – 1 | Santa Clara        | Campo Cruz do Reguengo        | 2 de febrero  | 18:45 |
| Mafra           | 1 – 1 | Belenenses         | Estádio Municipal de Mafra    | 2 de febrero  | 20:45 |
| União de Leiria | 1 – 1 | Porto B            | Estadio Municipal de Leiria   | 3 de febrero  | 11:00 |
| Torreense       | 2 – 1 | AVS                | Estádio Manuel Marques        | 3 de febrero  | 14:00 |
| Penafiel        | 1 – 1 | Oliveirense        | Estadio Municipal 25 de Abril | 3 de febrero  | 15:30 |
| Marítimo        | 3 – 1 | Benfica B          | Estadio dos Barreiros         | 4 de febrero  | 14:00 |
| Tondela         | 1 – 1 | Paços de Ferreira  | Estadio João Cardoso          | 4 de febrero  | 18:00 |
| Feirense        | 0 – 3 | Académico de Viseu | Estádio Marcolino de Castro   | 21 de febrero | 18:00 |
| Leixões         | 1 – 1 | Nacional           | Estádio do Mar                | 28 de febrero | 20:15 |

| Oliveirense        | 1 – 2 | Torreense       | Estádio Carlos Osório           | 9 de febrero  | 18:00 |
| Académico de Viseu | 1 – 0 | Penafiel        | Estádio do Fontelo              | 10 de febrero | 11:00 |
| Nacional           | 3 – 2 | Vilaverdense    | Estadio de Madeira              | 10 de febrero | 14:00 |
| Benfica B          | 1 – 1 | Leixões         | Benfica Campus                  | 10 de febrero | 15:30 |
| AVS                | 2 – 1 | União de Leiria | Estádio do CD Aves              | 11 de febrero | 11:00 |
| Paços de Ferreira  | 1 – 2 | Marítimo        | Estadio da Mata Real            | 11 de febrero | 14:00 |
| Belenenses         | 0 – 0 | Tondela         | Estadio del Restelo             | 11 de febrero | 15:30 |
| Porto B            | 1 – 1 | Mafra           | Estádio Municipal Jorge Sampaio | 11 de febrero | 15:30 |
| Santa Clara        | 2 – 1 | Feirense        | Estadio de São Miguel           | 12 de febrero | 18:00 |

| Leixões            | 1 – 1 | Paços de Ferreira | Estádio do Mar                | 16 de febrero | 18:00 |
| Mafra              | 1 – 3 | Tondela           | Estádio Municipal de Mafra    | 17 de febrero | 11:00 |
| Torreense          | 3 – 1 | Benfica B         | Estádio Manuel Marques        | 17 de febrero | 14:00 |
| Marítimo           | 1 – 0 | Porto B           | Estadio dos Barreiros         | 17 de febrero | 16:30 |
| União de Leiria    | 4 – 2 | Belenenses        | Estadio Municipal de Leiria   | 17 de febrero | 18:00 |
| Académico de Viseu | 2 – 2 | Oliveirense       | Estádio do Fontelo            | 18 de febrero | 11:00 |
| Penafiel           | 1 – 2 | Santa Clara       | Estadio Municipal 25 de Abril | 18 de febrero | 14:00 |
| Feirense           | 2 – 1 | Nacional          | Estádio Marcolino de Castro   | 18 de febrero | 15:30 |
| Vilaverdense       | 2 – 3 | AVS               | Campo Cruz do Reguengo        | 19 de febrero | 18:00 |

| Tondela                                                 | 1 – 1 | União de Leiria    | Estadio João Cardoso            | 24 de febrero | 11:00 |
| Santa Clara                                             | 3 – 0 | Oliveirense        | Estadio de São Miguel           | 24 de febrero | 14:00 |
| bgcolor=#D0E7FF\|[Clube Desportivo Nacional\|Nacional]] | 3 – 2 | Penafiel           | Estadio de Madeira              | 24 de febrero | 15:30 |
| Porto B                                                 | 0 – 2 | Leixões            | Estádio Municipal Jorge Sampaio | 24 de febrero | 15:30 |
| Benfica B                                               | 2 – 0 | Vilaverdense       | Benfica Campus                  | 24 de febrero | 18:00 |
| Mafra                                                   | 0 – 0 | Marítimo           | Estádio Municipal de Mafra      | 25 de febrero | 11:00 |
| Belenenses                                              | 0 – 2 | Torreense          | Estadio del Restelo             | 25 de febrero | 14:00 |
| Paços de Ferreira                                       | 1 – 0 | Feirense           | Estadio da Mata Real            | 26 de febrero | 18:00 |
| AVS                                                     | 2 – 0 | Académico de Viseu | Estádio do CD Aves              | 27 de febrero | 20:15 |

| União de Leiria    | 2 – 3 | Mafra             | Estadio Municipal de Leiria   | 2 de marzo | 11:00 |
| Feirense           | 1 – 2 | Benfica B         | Estádio Marcolino de Castro   | 2 de marzo | 14:00 |
| Oliveirense        | 0 – 1 | Nacional          | Estádio Carlos Osório         | 3 de marzo | 11:00 |
| Torreense          | 0 – 1 | Porto B           | Estádio Manuel Marques        | 3 de marzo | 12:45 |
| Penafiel           | 0 – 1 | AVS               | Estadio Municipal 25 de Abril | 3 de marzo | 14:00 |
| Leixões            | 1 – 1 | Tondela           | Estádio do Mar                | 3 de marzo | 15:30 |
| Académico de Viseu | 1 – 1 | Santa Clara       | Estádio do Fontelo            | 4 de marzo | 18:00 |
| Vilaverdense       | 0 – 1 | Paços de Ferreira | Campo Cruz do Reguengo        | 4 de marzo | 20:15 |
| Marítimo           | 1 – 1 | Belenenses        | Estadio dos Barreiros         | 5 de marzo | 18:00 |

| União de Leiria   | 1 – 0 | Oliveirense        | Estadio Municipal de Leiria     | 8 de marzo  | 20:45 |
| Mafra             | 0 – 1 | Penafiel           | Estádio Municipal de Mafra      | 9 de marzo  | 11:00 |
| Nacional          | 1 – 1 | Académico de Viseu | Estadio de Madeira              | 9 de marzo  | 14:00 |
| Benfica B         | 0 – 1 | Santa Clara        | Benfica Campus                  | 9 de marzo  | 15:30 |
| Porto B           | 2 – 1 | Vilaverdense       | Estádio Municipal Jorge Sampaio | 9 de marzo  | 15:30 |
| Paços de Ferreira | 2 – 0 | Torreense          | Estadio da Mata Real            | 9 de marzo  | 15:30 |
| Tondela           | 0 – 3 | Marítimo           | Estadio João Cardoso            | 10 de marzo | 11:00 |
| Belenenses        | 1 – 2 | Leixões            | Estadio del Restelo             | 11 de marzo | 18:00 |
| AVS               | 1 – 0 | Feirense           | Estádio do CD Aves              | 11 de marzo | 20:15 |

| Torreense          | 0 - 1 | Tondela           | Estádio Manuel Marques        | 15 de marzo | 18:00 |
| Oliveirense        | 1 - 1 | AVS               | Estádio Carlos Osório         | 16 de marzo | 11:00 |
| Penafiel           | 0 - 1 | Benfica B         | Estadio Municipal 25 de Abril | 16 de marzo | 14:00 |
| Académico de Viseu | 1 - 1 | Paços de Ferreira | Estádio do Fontelo            | 16 de marzo | 15:30 |
| Marítimo           | 2 - 0 | União de Leiria   | Estadio dos Barreiros         | 16 de marzo | 15:30 |
| Feirense           | 1 - 1 | Porto B           | Estádio Marcolino de Castro   | 17 de marzo | 11:00 |
| Santa Clara        | 0 - 1 | Nacional          | Estadio de São Miguel         | 17 de marzo | 14:00 |
| Leixões            | 1 - 1 | Mafra             | Estádio do Mar                | 17 de marzo | 15:30 |
| Vilaverdense       | 1 - 1 | Belenenses        | Campo Cruz do Reguengo        | 18 de marzo | 20:15 |

| Belenenses        | 3 – 1 | Feirense           | Estadio del Restelo             | 29 de marzo | 11:00 |
| Paços de Ferreira | 2 – 0 | Oliveirense        | Estadio da Mata Real            | 29 de marzo | 14:00 |
| Tondela           | 1 – 0 | Vilaverdense       | Estadio João Cardoso            | 29 de marzo | 15:30 |
| União de Leiria   | 1 – 1 | Nacional           | Estadio Municipal de Leiria     | 30 de marzo | 11:00 |
| Marítimo          | 0 – 0 | Leixões            | Estadio dos Barreiros           | 30 de marzo | 14:00 |
| AVS               | 1 – 2 | Santa Clara        | Estádio do CD Aves              | 30 de marzo | 15:30 |
| Porto B           | 3 – 1 | Penafiel           | Estádio Municipal Jorge Sampaio | 30 de marzo | 15:30 |
| Benfica B         | 1 – 1 | Académico de Viseu | Benfica Campus                  | 1 de abril  | 18:00 |
| Mafra             | 2 – 1 | Torreense          | Estádio Municipal de Mafra      | 1 de abril  | 18:00 |

| Penafiel           | 3 – 0 | Belenenses        | Estadio Municipal 25 de Abril | 6 de abril | 11:00 |
| Leixões            | 0 – 0 | União de Leiria   | Estádio do Mar                | 6 de abril | 14:00 |
| Feirense           | 1 – 3 | Tondela           | Estádio Marcolino de Castro   | 6 de abril | 15:30 |
| Nacional           | 2 – 1 | AVS               | Estadio de Madeira            | 6 de abril | 15:30 |
| Vilaverdense       | 2 – 1 | Mafra             | Campo Cruz do Reguengo        | 7 de abril | 11:00 |
| Santa Clara        | 0 – 1 | Paços de Ferreira | Estadio de São Miguel         | 7 de abril | 14:00 |
| Torreense          | 0 – 0 | Marítimo          | Estádio Manuel Marques        | 7 de abril | 15:30 |
| Oliveirense        | 3 – 1 | Benfica B         | Estádio Carlos Osório         | 7 de abril | 18:00 |
| Académico de Viseu | 0 – 2 | Porto B           | Estádio do Fontelo            | 8 de abril | 18:00 |

| Belenenses        | 1 – 0 | Académico de Viseu | Estadio del Restelo             | 13 de abril | 11:00 |
| União de Leiria   | 3 – 1 | Vilaverdense       | Estadio Municipal de Leiria     | 13 de abril | 14:00 |
| Tondela           | 0 – 1 | Penafiel           | Estadio João Cardoso            | 13 de abril | 15:30 |
| Benfica B         | 0 - 1 | AVS                | Benfica Campus                  | 13 de abril | 15:30 |
| Paços de Ferreira | 1 – 1 | Nacional           | Estadio da Mata Real            | 14 de abril | 11:00 |
| Mafra             | 0 – 0 | Feirense           | Estádio Municipal de Mafra      | 14 de abril | 14:00 |
| Leixões           | 1 – 1 | Torreense          | Estádio do Mar                  | 14 de abril | 15:30 |
| Porto B           | 0 – 1 | Oliveirense        | Estádio Municipal Jorge Sampaio | 14 de abril | 15:30 |
| Marítimo          | 0 – 0 | Santa Clara        | Estadio dos Barreiros           | 14 de abril | 20:30 |

| Feirense           | 1 – 1 | Leixões           | Estádio Marcolino de Castro   | 19 de abril | 18:00 |
| Penafiel           | 1 – 1 | Paços de Ferreira | Estadio Municipal 25 de Abril | 20 de abril | 11:00 |
| Torreense          | 0 – 3 | União de Leiria   | Estádio Manuel Marques        | 20 de abril | 14:00 |
| Santa Clara        | 1 – 0 | Tondela           | Estadio de São Miguel         | 20 de abril | 15:30 |
| Oliveirense        | 1 – 2 | Belenenses        | Estádio Carlos Osório         | 21 de abril | 11:00 |
| Académico de Viseu | 0 – 1 | Mafra             | Estádio do Fontelo            | 21 de abril | 14:00 |
| Vilaverdense       | 0 – 2 | Marítimo          | Campo Cruz do Reguengo        | 21 de abril | 15:30 |
| Nacional           | 3 – 1 | Benfica B         | Estadio de Madeira            | 22 de abril | 18:00 |
| AVS                | 0 – 2 | Porto B           | Estádio do CD Aves            | 24 de abril | 20:15 |

| União de Leiria   | 0 – 2 | Penafiel           | Estadio Municipal de Leiria     | 25 de abril | 18:00 |
| Mafra             | 3 – 3 | Oliveirense        | Estádio Municipal de Mafra      | 27 de abril | 11:00 |
| Marítimo          | 3 – 2 | Feirense           | Estadio dos Barreiros           | 27 de abril | 14:00 |
| Leixões           | 1 – 3 | Vilaverdense       | Estádio do Mar                  | 27 de abril | 15:30 |
| Torreense         | 1 – 2 | Académico de Viseu | Estádio Manuel Marques          | 28 de abril | 11:00 |
| Tondela           | 1 – 1 | Benfica B          | Estadio João Cardoso            | 28 de abril | 14:00 |
| Porto B           | 2 – 2 | Santa Clara        | Estádio Municipal Jorge Sampaio | 28 de abril | 15:30 |
| Belenenses        | 1 – 3 | Nacional           | Estadio del Restelo             | 28 de abril | 15:30 |
| Paços de Ferreira | 0 – 4 | AVS                | Estadio da Mata Real            | 30 de abril | 19:45 |

| Santa Clara        | 2 – 0 | Belenenses        | Estadio de São Miguel         | 3 de mayo | 18:00 |
| Feirense           | 1 – 0 | União de Leiria   | Estádio Marcolino de Castro   | 4 de mayo | 11:00 |
| Académico de Viseu | 1 – 1 | Leixões           | Estádio do Fontelo            | 4 de mayo | 14:00 |
| Oliveirense        | 2 – 1 | Tondela           | Estádio Carlos Osório         | 4 de mayo | 15:30 |
| Penafiel           | 0 – 1 | Marítimo          | Estadio Municipal 25 de Abril | 5 de mayo | 11:00 |
| Nacional           | 4 – 0 | Porto B           | Estadio de Madeira            | 5 de mayo | 14:00 |
| Vilaverdense       | 0 – 1 | Torreense         | Campo Cruz do Reguengo        | 5 de mayo | 15:30 |
| Benfica B          | 2 – 2 | Paços de Ferreira | Benfica Campus                | 5 de mayo | 18:00 |
| AVS                | 3 – 3 | Mafra             | Estádio do CD Aves            | 6 de mayo | 20:15 |

| Belenenses      | 2 – 3 | Benfica B          | Estadio del Restelo             | 10 de mayo | 18:00 |
| Torreense       | 2 – 1 | Feirense           | Estádio Manuel Marques          | 11 de mayo | 14:00 |
| Vilaverdense    | 2 – 1 | Penafiel           | Campo Cruz do Reguengo          | 11 de mayo | 15:30 |
| Tondela         | 2 – 3 | Nacional           | Estadio João Cardoso            | 12 de mayo | 14:00 |
| Leixões         | 0 – 0 | AVS                | Estádio do Mar                  | 12 de mayo | 14:00 |
| Mafra           | 0 – 2 | Santa Clara        | Estádio Municipal de Mafra      | 12 de mayo | 14:00 |
| Marítimo        | 2 – 1 | Oliveirense        | Estadio dos Barreiros           | 12 de mayo | 15:30 |
| Porto B         | 1 – 3 | Paços de Ferreira  | Estádio Municipal Jorge Sampaio | 12 de mayo | 15:30 |
| União de Leiria | 3 – 0 | Académico de Viseu | Estadio Municipal de Leiria     | 13 de mayo | 20:15 |

| Penafiel           | 1 – 1 | Torreense       | Estadio Municipal 25 de Abril | 16 de mayo | 20:15 |
| Benfica B          | 5 – 2 | Porto B         | Benfica Campus                | 17 de mayo | 18:00 |
| Paços de Ferreira  | 2 – 1 | Belenenses      | Estadio da Mata Real          | 17 de mayo | 18:00 |
| Feirense           | 1 – 1 | Vilaverdense    | Estádio Marcolino de Castro   | 18 de mayo | 11:00 |
| AVS                | 0 – 1 | Tondela         | Estádio do CD Aves            | 19 de mayo | 11:00 |
| Académico de Viseu | 2 – 2 | Marítimo        | Estádio do Fontelo            | 19 de mayo | 11:00 |
| Oliveirense        | 1 – 3 | Leixões         | Estádio Carlos Osório         | 19 de mayo | 14:00 |
| Nacional           | 2 – 0 | Mafra           | Estadio de Madeira            | 19 de mayo | 16:30 |
| Santa Clara        | 2 – 0 | União de Leiria | Estadio de São Miguel         | 19 de mayo | 16:30 |

### Tabla de resultados cruzados
| Local \ Visitante  | ACA | AVS | BEL | BEN | FEI | LEI | MAF | MAR | NAC | OLI | PAC | PEN | POR | STC | TON | TOR | UNI | VIL |
| ------------------ | --- | --- | --- | --- | --- | --- | --- | --- | --- | --- | --- | --- | --- | --- | --- | --- | --- | --- |
| Académico de Viseu | —   | 1–2 | 3–1 | 1–0 | 2–0 | 1–1 | 0–1 | 2–2 | 1–1 | 2–2 | 1–1 | 1–0 | 0–2 | 1–1 | 1–1 | 0–0 | 1–0 | 1–1 |
| AVS                | 2–0 | —   | 1–0 | 1–0 | 1–0 | 1–3 | 3–3 | 3–2 | 0–1 | 0–1 | 2–0 | 1–0 | 0–2 | 1–2 | 0–1 | 0–0 | 2–1 | 2–0 |
| Belenenses         | 1–0 | 1–3 | —   | 2–3 | 3–1 | 1–2 | 1–1 | 1–2 | 1–3 | 1–0 | 0–1 | 2–0 | 1–1 | 0–0 | 0–0 | 0–2 | 0–5 | 0–2 |
| Benfica B          | 1–1 | 0–1 | 2–1 | —   | 2–3 | 1–1 | 3–2 | 0–1 | 2–1 | 1–1 | 2–2 | 1–0 | 5–2 | 0–1 | 1–1 | 0–2 | 0–1 | 2–0 |
| Feirense           | 0–3 | 1–2 | 1–0 | 1–2 | —   | 1–1 | 3–2 | 0–1 | 2–1 | 0–0 | 1–0 | 2–0 | 1–1 | 0–2 | 1–3 | 3–1 | 1–0 | 1–1 |
| Leixões            | 1–2 | 0–0 | 1–0 | 1–1 | 0–0 | —   | 1–1 | 0–1 | 1–1 | 0–2 | 1–1 | 0–1 | 1–3 | 0–0 | 1–1 | 1–1 | 0–0 | 1–3 |
| Mafra              | 1–1 | 0–2 | 1–1 | 1–2 | 0–0 | 0–1 | —   | 0–0 | 0–0 | 3–3 | 2–1 | 0–1 | 2–1 | 0–2 | 1–3 | 2–1 | 3–0 | 1–0 |
| Marítimo           | 1–1 | 0–1 | 1–1 | 3–1 | 3–2 | 0–0 | 1–2 | —   | 3–1 | 2–1 | 2–0 | 0–0 | 1–0 | 0–0 | 2–2 | 1–2 | 2–0 | 4–0 |
| Nacional           | 1–1 | 2–1 | 5–0 | 3–1 | 1–0 | 3–1 | 2–0 | 1–2 | —   | 5–0 | 2–1 | 3–2 | 4–0 | 1–1 | 1–1 | 2–1 | 2–0 | 3–2 |
| Oliveirense        | 2–2 | 1–1 | 1–2 | 3–1 | 3–1 | 1–3 | 1–3 | 1–1 | 0–1 | —   | 0–0 | 3–1 | 1–3 | 1–1 | 2–1 | 1–2 | 1–4 | 0–1 |
| Paços de Ferreira  | 1–0 | 0–4 | 2–1 | 2–2 | 1–0 | 1–2 | 0–1 | 1–2 | 1–1 | 2–0 | —   | 2–1 | 3–0 | 0–2 | 5–1 | 2–0 | 0–0 | 2–0 |
| Penafiel           | 0–0 | 0–1 | 3–0 | 0–1 | 2–1 | 3–0 | 1–0 | 0–1 | 1–4 | 1–1 | 1–1 | —   | 3–2 | 1–2 | 0–2 | 1–1 | 1–0 | 2–1 |
| Porto B            | 3–0 | 2–3 | 3–0 | 0–3 | 2–0 | 0–2 | 1–1 | 0–2 | 2–3 | 0–1 | 1–3 | 3–1 | —   | 2–2 | 1–1 | 2–2 | 2–1 | 2–1 |
| Santa Clara        | 2–0 | 2–1 | 2–0 | 1–1 | 2–1 | 2–0 | 0–1 | 2–1 | 0–1 | 3–0 | 0–1 | 0–0 | 2–1 | —   | 1–0 | 2–0 | 2–0 | 2–0 |
| Tondela            | 2–2 | 3–2 | 0–1 | 1–1 | 2–0 | 4–2 | 2–1 | 0–3 | 2–3 | 1–0 | 1–1 | 0–1 | 0–0 | 2–3 | —   | 1–2 | 1–1 | 1–0 |
| Torreense          | 1–2 | 2–1 | 2–2 | 3–1 | 2–1 | 0–0 | 0–0 | 0–0 | 3–0 | 3–1 | 1–2 | 1–0 | 0–1 | 1–2 | 0–1 | —   | 0–3 | 3–1 |
| União de Leiria    | 3–0 | 1–2 | 4–2 | 3–1 | 1–1 | 0–0 | 2–3 | 4–3 | 1–1 | 1–0 | 1–1 | 0–2 | 1–1 | 0–1 | 2–2 | 1–0 | —   | 3–1 |
| Vilaverdense       | 0–2 | 2–3 | 1–1 | 1–4 | 2–1 | 1–0 | 2–1 | 0–2 | 1–2 | 1–2 | 0–1 | 2–1 | 0–5 | 1–1 | 1–2 | 0–1 | 1–0 | —   |

## Promoción de ascenso a Primeira Liga
El tercer lugar de este torneo, AVS, jugó contra el décimo sexto lugar de la Primeira Liga 2023-24, Portimonense, en partidos de ida y vuelta para determinar al último equipo integrante de la Primeira Liga de la próxima temporada.
- Los horarios corresponden al huso horario de verano portugués (UTC+1).

| 25 de mayo de 2024 | Portimonense | 1:2 (0:1) | AVS                       | Estadio Municipal de Portimão, Portimão |  |
| 19:45              | Teixeira 86' | Reporte   | Correia 19' · Martins 47' |                                         |  |

| 2 de junio de 2024 | AVS                     | 2:1 (0:0) (Global 4:2) | Portimonense   | Estádio do CD Aves, Vila das Aves |                                 |
| 19:45              | Mercado 51' · Benny 89' | Reporte                | Carrillo 90+4' | Árbitro(s): João Pedro Pinheiro   | Árbitro(s): João Pedro Pinheiro |

## Promoción de permanencia en Segunda División
El décimo sexto lugar de este torneo, Feirense, jugó contra el tercer clasificado del grupo de promoción de la Terceira Liga, Lusitânia FC, en partidos de ida y vuelta para determinar al último equipo integrante de la Segunda División de la próxima temporada.
- Los horarios corresponden al huso horario de verano portugués (UTC+1).

| 26 de mayo de 2024 | Lusitânia FC | 1:0 (0:0) | Feirense | Estádio Lusitania, Lourosa |  |
| 11:00              | Nem 76'      | Reporte   |          |                            |  |

| 2 de junio de 2024 | Feirense                         | 3:0 (1:0) (Global 3:1) | Lusitânia FC | Estádio Marcolino de Castro, Santa Maria da Feira |  |
| 17:00              | Conceição 15', 82' · Martins 89' | Reporte                |              |                                                   |  |

## Datos y estadísticas

### Récords
- Primer gol de la temporada:
- Último gol de la temporada:
- Gol más rápido:
- Gol más cercano al final del encuentro:
- Mayor número de goles marcados en un partido:
- Partido con más espectadores:
- Partido con menos espectadores:
- Mayor victoria local:
- Mayor victoria visitante:

### Máximos goleadores
Actualizado el 19 de mayo de 2024.
| Pos. | Jugador              | Equipo             | Goles | Part. | Prom. |
| ---- | -------------------- | ------------------ | ----- | ----- | ----- |
| 1    | Nenê                 | AVS                | 23    | 32    | 0.72  |
| 2    | Wendel Silva         | Porto B            | 18    | 30    | 0.6   |
| 3    | Jesús Andrés Ramírez | Nacional           | 17    | 33    | 0.52  |
| 4    | Bruno Almeida        | Santa Clara        | 15    | 32    | 0.47  |
| 5    | Lucas Rodrigues      | Marítimo           | 12    | 33    | 0.36  |
| 6    | André Clovis         | Académico de Viseu | 12    | 33    | 0.36  |
| 7    | Gustavo              | Nacional           | 12    | 34    | 0.35  |
| 8    | Bryan Róchez         | União de Leiria    | 11    | 22    | 0.5   |
| 9    | Roberto Rodrigo      | Tondela            | 10    | 33    | 0.3   |
| 10   | Witi                 | Nacional           | 9     | 30    | 0.3   |
| 11   | André Soares         | Vilaverdense       | 9     | 31    | 0.29  |
| 12   | Carlos Daniel        | Nacional           | 9     | 34    | 0.26  |

### Máximos asistentes
Actualizado el 19 de mayo de 2024.
| Pos. | Jugador          | Equipo             | Goles | Part. | Prom. |
| ---- | ---------------- | ------------------ | ----- | ----- | ----- |
| 1    | Gustavo Silva    | Nacional           | 12    | 34    | 0.35  |
| 2    | Witi             | Nacional           | 10    | 30    | 0.33  |
| 3    | Sérgio Conceição | Feirense           | 9     | 34    | 0.26  |
| 4    | Carlos Daniel    | Nacional           | 8     | 34    | 0.24  |
| 5    | Gautier Ott      | Académico de Viseu | 7     | 33    | 0.21  |
| 6    | Andreas Nibe     | Mafra              | 7     | 34    | 0.21  |
| 7    | Gonçalo Teixeira | Vilaverdense       | 7     | 34    | 0.21  |
| 8    | Carnejy Antoine  | Torreense          | 6     | 28    | 0.21  |
| 9    | Wendel Silva     | Porto B            | 6     | 30    | 0.2   |
| 10   | Abraham Marcus   | Porto B            | 6     | 32    | 0.19  |

### Autogoles
| Fecha | Jugador | Minuto | Local | Resultado | Visitante | Jornada |
| ----- | ------- | ------ | ----- | --------- | --------- | ------- |

| Datos actualizados a 28 de febrero de 2023 |

### Hat-tricks o pókers
Aquí se encuentra la lista de hat-tricks y póker de goles (en general, tres o más goles marcados por un jugador en un mismo encuentro) conseguidos en la temporada.
| Fecha      | Jugador      | Goles         | Local        | Resultado | Visitante   | Jornada   |
| ---------- | ------------ | ------------- | ------------ | --------- | ----------- | --------- |
| 07/10/2023 | Witi         | 21' 45+3' 52' | Nacional     | 5 – 0     | Oliveirense | Jornada 7 |
| 30/10/2023 | Wendel Silva | 8' 58' 65'    | Vilaverdense | 0 – 5     | Porto B     | Jornada 8 |

## Premios

### Premios mensuales
| Mes        | Entrenador del mes | Entrenador del mes | Jugador del mes | Jugador del mes | Gol del mes      | Gol del mes    |
| Mes        | Técnico            | Equipo             | Jugador         | Equipo          | Jugador          | Equipo         |
| ---------- | ------------------ | ------------------ | --------------- | --------------- | ---------------- | -------------- |
| Agosto     | Fábio Pereira      | Oliveirense        | Benny           | AVS             | Vitorino Antunes | Paços Ferreira |
| Septiembre | Jorge Costa        | AVS                | Welthon         | Torreense       | Leandro Antunes  | União Leiria   |

## Fichajes

### Fichajes más caros del mercado de verano
| Jugador        | Club de destino | Club de origen             | Precio (€) | Ref.   |
| -------------- | --------------- | -------------------------- | ---------- | ------ |
| Gabriel Silva  | Santa Clara     | Palmeiras                  | 1.500.000  |        |
| Joshua Wynder  | Benfica B       | Louisville City            | 1.120.000  | [ 20 ] |
| Friday Etim    | Mafra           | Vizela                     | 1.000.000  | [ 21 ] |
| Cihan Kahraman | Académico Viseu | Samsunspor                 | 500.000    |        |
| Jeppe Simonsen | Académico Viseu | Podbeskidzie Bielsko-Biała | 50.000     |        |

| Datos actualizados a 20 de octubre de 2023. Fuentes: |

### Fichajes más caros del mercado de invierno
| Jugador | Club de destino | Club de origen | Precio (€) |
| ------- | --------------- | -------------- | ---------- |

| Datos actualizados a 28 de febrero de 2023. Fuentes: |